# Răspopeni, Șoldănești
Răspopeni este un sat din raionul Șoldănești, Republica Moldova.

## Geografie

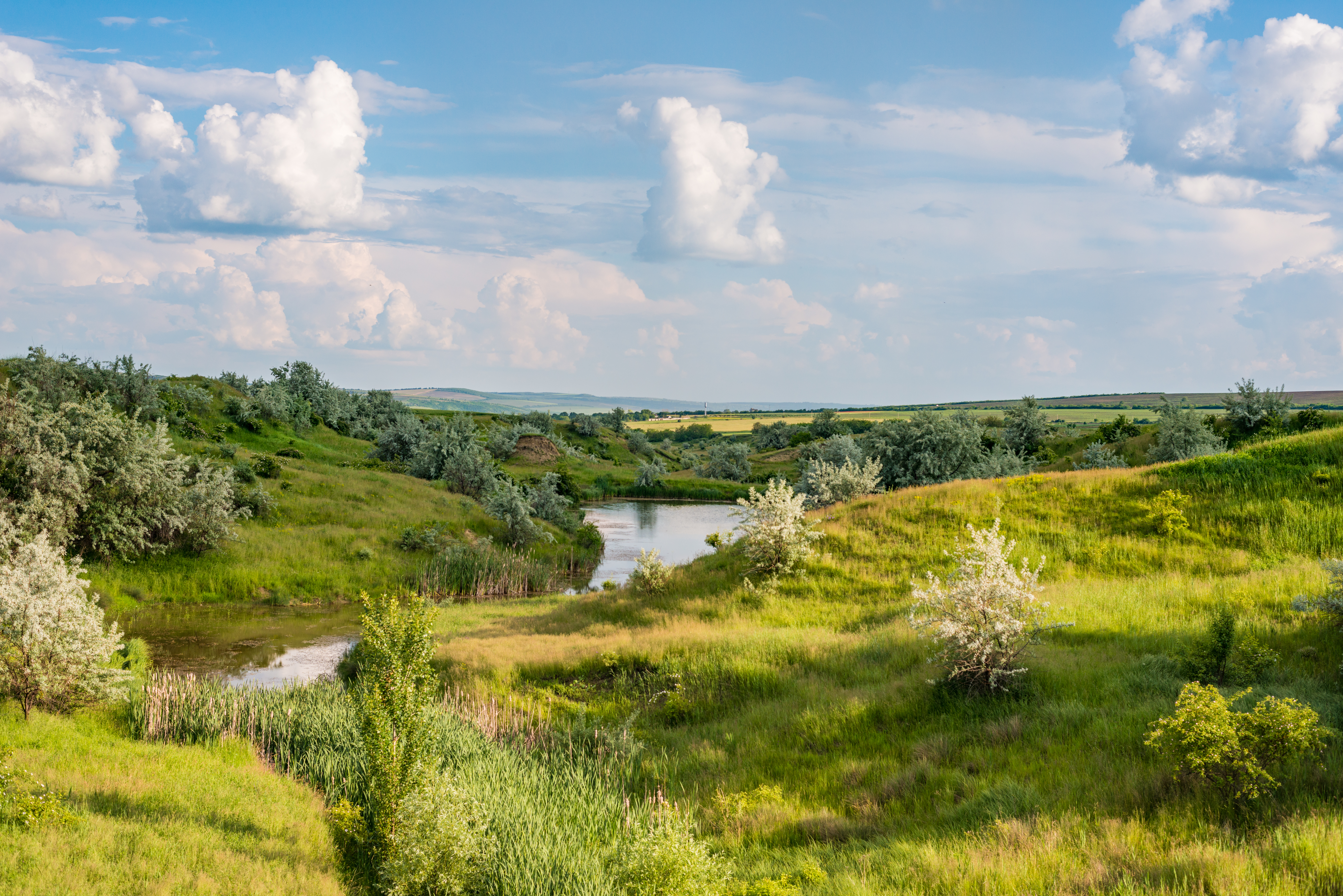
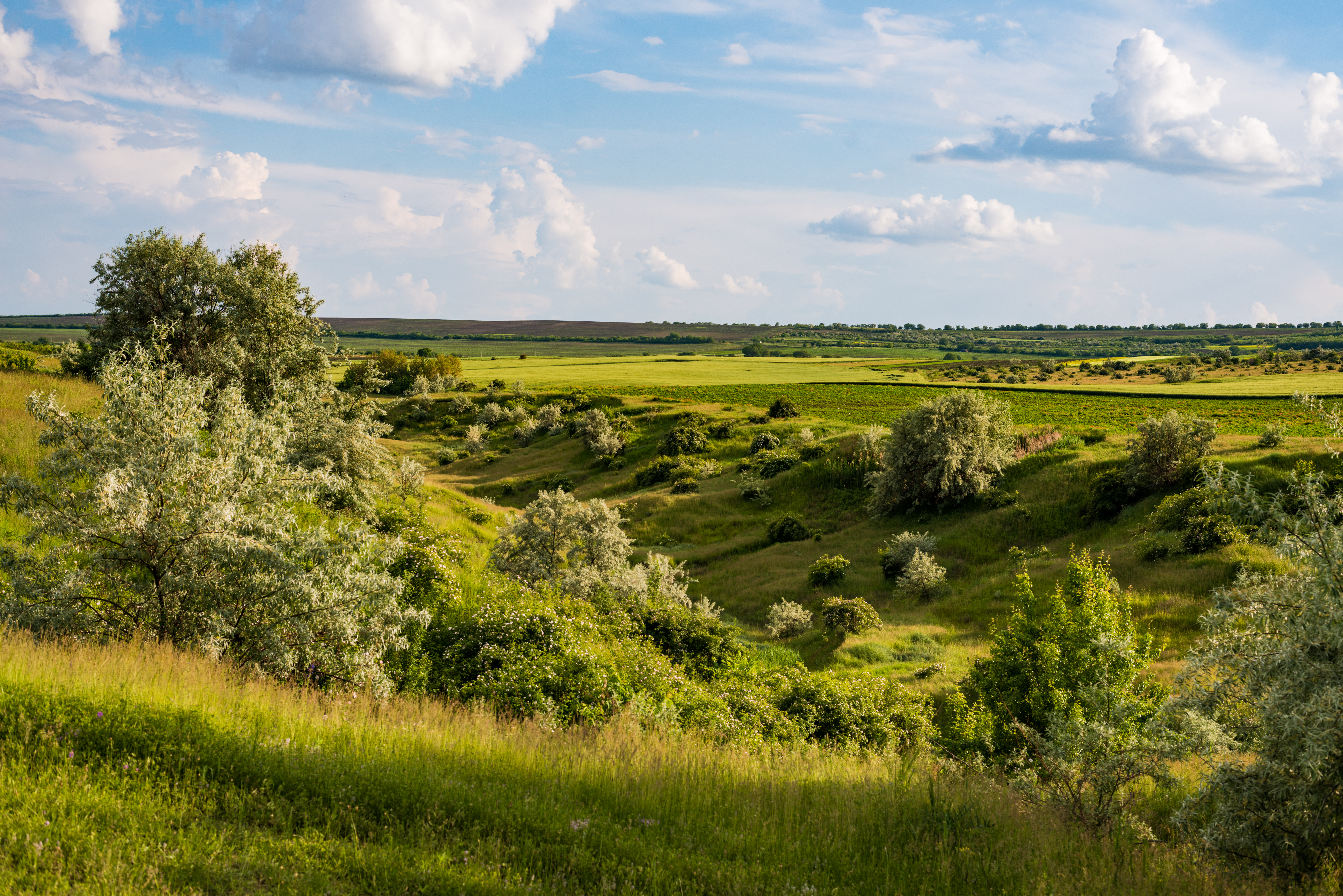
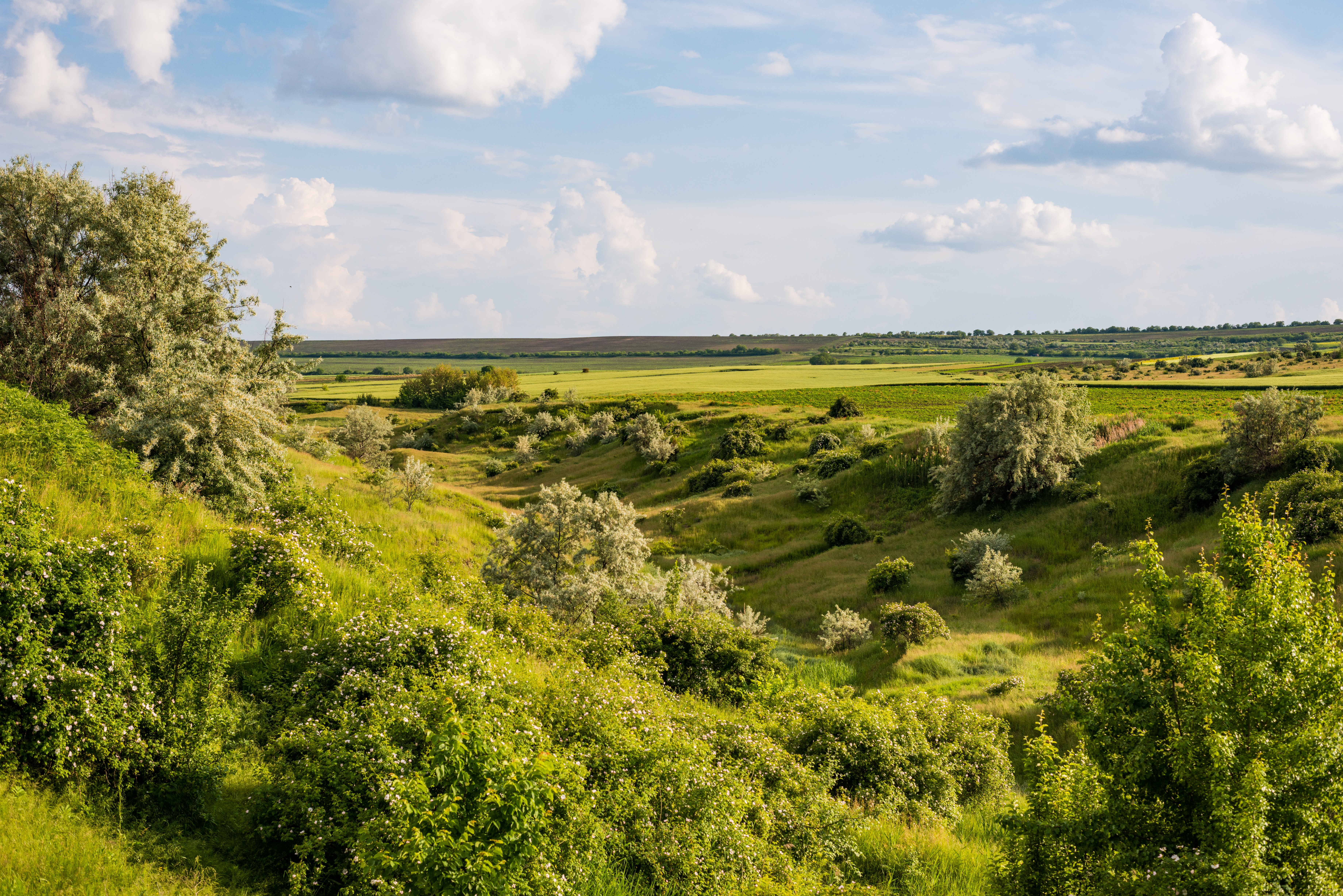
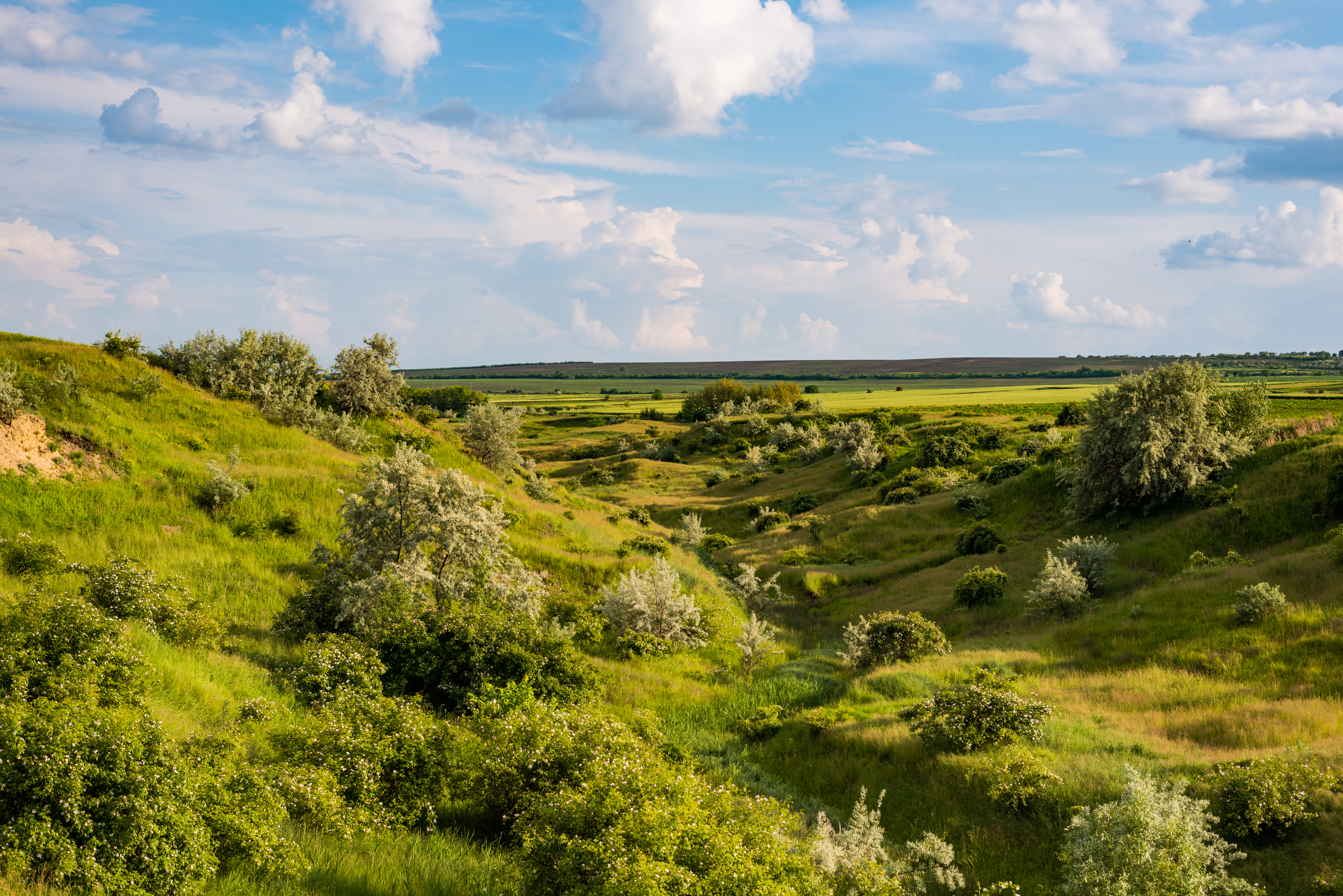

Satul este amplasat pe Podișul Nistrului pe ambele maluri ale râulețului Dobrușa, la depărtare de 25 km de centrul raional Șoldănești. La 1 sud de sat, pe drumul spre Ignăței, este amplasat aflorimentul Răspopeni, o arie protejată din categoria monumentelor naturii de tip geologic sau paleontologic.
Aflorimentul Răspopeni, situat în partea sud-vestică a localității.

## Istoric

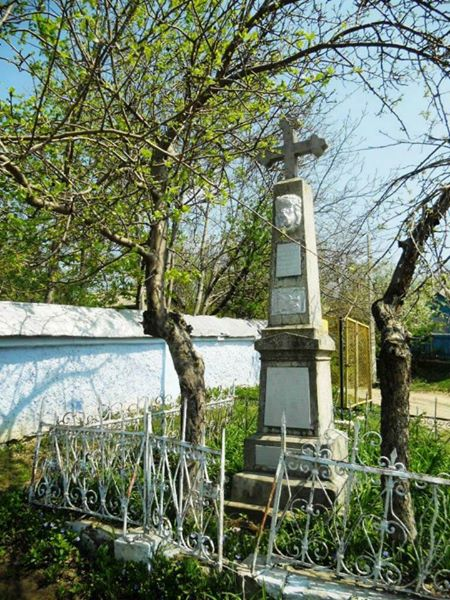
Monumentul în memoria consătenilor căzuți în Primul Război Mondial.

Prima atestare documentară a satului datează de la 19 decembrie 1437:
„Din mila lui Dumnezeu, noi, Ilie voievod, domn al Țării Moldovei, și fratele domniei mele, Ștefan voievod. Facem cunoscut, cu aceasta carte a noastră, tuturor celor care o vor vedea sau o vor auzi citindu-se, că acest adevărat boier al nostru credincios, pan Mihail de la Dorohoi, a slujit sfântrăposatului tatălui nostru cu dreapta și credincioasa slujbă, iar astăzi ne slujește nouă cu dreaptă și credincioasa slujbă. De aceea, noi, văzând dreapta și credincioasa lui slujbă către noi, l-am miluit cu deosebita noastră mila și i-am dat și i-am înnoit și i-am întărit satele lui și privilegiul pe care i i-a dat sfântrăposatul părintele nostru, anume: satul Chindinți, și satul lui Herțea, pe Prut, ... încă satul unde este Rospop, în jos la Bineva, și satul Cuhareuți și alt sat, Cunicea, sub Bineva, și satul unde este Țârvici, încă satul, sub Caragine, unde este Simeon cneaz, la obârșia Dobrușei, ... .

Iar pentru mai mare întărirea a tuturor celor mai sus-scrise, am poruncit slugii noastre credincioase, pan Dionis logofăt, să scrie și să atârne pecetea noastră la această carte a noastră.

A scris Paco, la Suceava, în anul 6945 <1437> decembrie 20 zile.”
Pe teritoriul satului s-au făcut încercări de întemeiere a două noi localități, care au dispărut între timp.
În 1797, răzeșii satului construiesc o biserică de lemn, cu hramul „Sfântul Ierarh Nicolae”, primul preot fiind Pavel Marcinshi. În 1864 școala parohială este înregistrată de către stat, iar în 1874 are loc construcția unei noi biserici de piatră in partea centrală a satului. 
Între anii 1925 și 1929 satul era reședința plășii Răspopeni, județul Orhei.
În cele două războaie mondiale, dar și în timpul foametei din anii 1946-1947, numărul locuitorilor s-a micșorat cu circa 200 de persoane, iar încă peste 120 de persoane au fost deportate.
Din 1940 până în 1956 satul a fost centru raional. În componența raionului Răspopeni intrau 17 sate. În 1948 școlii din sat i s-a conferit statutul de școală medie. În 1949 are loc colectivizarea, astfel formându-se două colhozuri: «Победа» („Pobeda” / Victoria) și «Димитров» („Dimitrov”). Către anul 1952 se unesc într-un singur colhoz «Маленков» („Malenkov”). În 1957 colhozul își schimbă denumirea în «Дружба» („Drujba” / Prietenia), urmând o altă redenumire în 1993, când colhozul a fost numit „Răspopeni”. Colhozul a existat până în 1994 când are loc privatizarea pământului. În urma privatizărilor, a fost întemeiată Societatea pe Acțiuni „Răspopeni”. În 1999 școlii din sat i s-a conferit statutul de liceu teoretic.

## Administrație și politică
Componența Consiliului local Răspopeni (11 consilieri), ales la 5 noiembrie 2023, este următoarea:
|  | Partid                                       | Consilieri | Componență | Componență | Componență | Componență | Componență |
|  | -------------------------------------------- | ---------- | ---------- | ---------- | ---------- | ---------- | ---------- |
|  | Partidul Socialiștilor din Republica Moldova | 5          |            |            |            |            |            |
|  | Partidul Social Democrat European            | 4          |            |            |            |            |            |
|  | Partidul Acțiune și Solidaritate             | 2          |            |            |            |            |            |

## Personalități

### Născuți în Răspopeni
- Zunea Săpunaru (1910–1996), critic literar, jurnalist și traducător sovietic moldovean
- Nadejda Cepraga (n. 1956), cântăreață de estradă
- Anisoara Dabija (n.1980),  cântareata de muzica populara

## Vezi și
- Conacul din Răspopeni
- Raionul Răspopeni